# Trichocera longisetosa
Trichocera longisetosa is een muggensoort uit de familie van de wintermuggen (Trichoceridae). De wetenschappelijke naam van de soort is voor het eerst geldig gepubliceerd in 1927 door Alexander.